# Hengsuj
Hengsuj (egyszerűsített kínai írással: 衡水市, pinjin: Héngshuǐ) prefektúra szintű város Kínában, Hopej tartományban. Lakosainak száma 4 212 933 fő (2020).

## Népesség
| 2018 | 4 472 000 |
| 2020 | 4 212 933 |

## Közlekedés

### Vasúti
A várost érinti a Sicsiacsuang–Csinan nagysebességű vasútvonal.